# Digitaler Grabstein
Ein Digitaler Grabstein ist das moderne Pendant zu „normalen“ analogen Grabsteinen oder den historischen Sprechenden Steinen.
Hierbei handelt es sich um einen Flachbildschirm, der entweder als Einzelobjekt auf einer Grabstätte steht oder in einen Grabstein/Grabplatte beziehungsweise ein vergleichbares Objekt eingefügt ist. Der erste digitale Grabstein wurde im Mai 2007 in der niederländischen Kleinstadt Rhenen von seinem Erfinder Hendrik Rozema mit dem Namen „Digizerk“ – eine Kombination aus den Worten „Digital“ und „Grafzerk“ (niederländisch für Grabstein) – der Öffentlichkeit vorgestellt. Sie können durch Filmeinspielungen, Bilder oder Texte Geschichten aus dem Leben der verstorbenen Person erzählen.
Bei dieser ersten Bauart/Version dieser Grabsteine mit Flachbildschirmen wird die Stromversorgung durch einen Akku, eventuell in Verbindung mit einer Solarzelle, sichergestellt. Der Bildschirm kann mit Hilfe einer Fernbedienung in Betrieb gesetzt werden. Es gibt hierbei (noch) keine Tonwiedergabe, um die Friedhofsruhe nicht zu stören. Diese Variante ist im deutschsprachigen Raum bisher kaum verbreitet, da oftmals die Friedhofsordnung solche Grabsteine (noch) nicht zulässt.
Eine weitere Variante dieser Form der Bestattungskultur bilden Grabsteine oder Grabstätten, die mit einem QR-Code versehen sind und die Informationen über das ganze Leben oder Teilaspekte hieraus wie beispielsweise Filme oder Fotos der Goldenen Hochzeit, des letzten runden Geburtstags des verblichenen Menschen oder Vergleichbares via Smartphone vermitteln.